# Nemoc SFTS
SFTS (z angličtiny, zkratka celého názvu Severe Fever with Thrombocytopenia Syndrome) je extrémně nebezpečné onemocnění vyvolané virem SFTS napadajícím myši, ježky, jaky, kočky a další savce včetně člověka, u kterého je smrtnost až 30 procent. Proti onemocnění neexistuje žádná léčba nebo vakcína a prevence je možná pouze vyhýbáním se přenašečům v podobě klíšťat. Onemocnění se vyskytuje v Číně, kde virus pravděpodobně vznikl a kde byl v roce 2009 objeven, v Japonsku a v Koreji. Projevem je zvracení, silný průjem a horečka.